# Cataloipus cymbiferus
Cataloipus cymbiferus là một loài châu chấu trong họ Acrididae.

## Hình ảnh

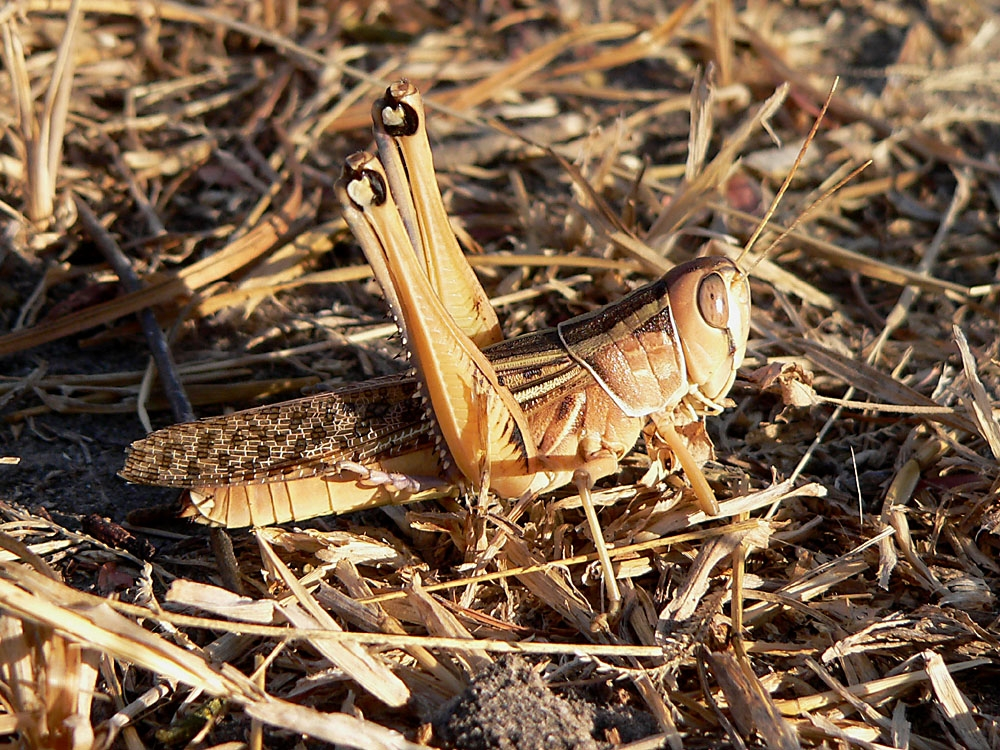